# Solicitor General of the United States
Der Solicitor General of the United States (deutsch Generalanwalt der Vereinigten Staaten) ist ein Bundesbeamter in den Vereinigten Staaten, der die Bundesregierung vor dem Obersten Gerichtshof vertritt, wenn sie Partei in einem Rechtsstreit ist. Außerdem entscheidet er, in welchen Fällen die Bundesregierung Rechtsmittel gegen Urteile einlegt, und koordiniert die Vertretung der Regierung vor den Berufungsgerichten.
Er wird vom US-Präsidenten mit Zustimmung des Senats ernannt und nimmt nach dem Attorney General und seinem Stellvertreter, dem Deputy Attorney General, sowie dem Associate Attorney General den vierthöchsten Rang im Justizministerium ein. Bei seinen Auftritten vor dem Obersten Gerichtshof ist der (männliche) Amtsinhaber (sowie seine anwesenden (männlichen) Gehilfen) traditionell in einen Cutaway gekleidet. Von März 2009 bis August 2010 übte mit Elena Kagan, die am 7. August 2010 als Richterin am Obersten Gerichtshof vereidigt wurde, erstmals eine Frau das Amt aus. Derzeitiger Amtsinhaber ist Dean John Sauer.

## Geschichte
Das Amt des Solicitor General wurde im Jahr 1870 durch den Kongress als Teil des neuen Justizministeriums geschaffen, das den bereits länger existierenden Attorney General bei der Durchführung seiner Aufgaben unterstützen sollte. Die Aufgaben des Solicitors General wurden vorher vom Attorney General wahrgenommen.

## Aufbau

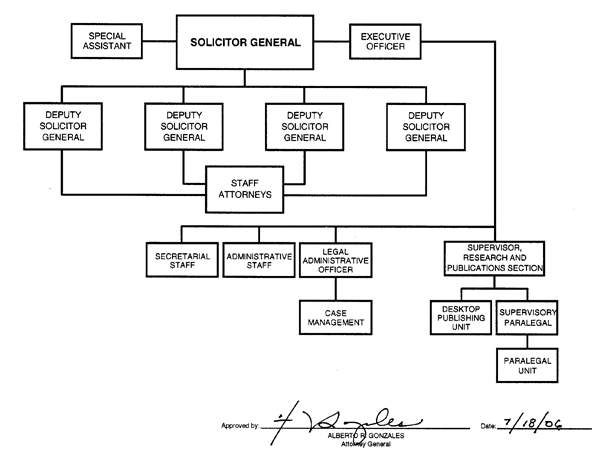
Struktur des Amts des Solicitor General

Das Amt des Solicitors General besteht neben ihm selbst aus vier Stellvertretern, die dem Amtsinhaber bei der Bearbeitung der Aufgaben zur Seite stehen. Einer dieser Stellvertreter ist der Principal Deputy Solictor General (dt.: Hauptstellvertreter), der wie der Solicitor General politisch bestimmt wird und dessen Amtszeit daher üblicherweise mit der des ernennenden Präsidenten endet. Die anderen drei Stellvertreter sind Beamte, die generell unabhängig von den Amtszeiten der jeweiligen Regierung agieren.
Außerdem stehen dem Solicitor General noch 17 Assistenten bei. Typischerweise werden die wichtigsten Fälle vor dem Obersten Gerichtshof vom Solicitor General verhandelt, während bei weniger wichtigen ein Stellvertreter oder Assistent einspringt.

## Liste der Amtsinhaber
| Solicitor General                                    | Bild | Amtszeit                               | Ernannt von           |
| ---------------------------------------------------- | ---- | -------------------------------------- | --------------------- |
| Benjamin Helm Bristow                                |      | 11. Oktober 1870 – 15. November 1872   | Ulysses S. Grant      |
| Samuel Field Phillips                                |      | 11. Dezember 1872 – 1. Mai 1885        | Ulysses S. Grant      |
| John Goode jr.                                       |      | 1. Mai 1885 – 5. August 1886           | Grover Cleveland      |
| George Augustus Jenks                                |      | 30. Juli 1886 – 29. Mai 1889           | Grover Cleveland      |
| Orlow W. Chapman                                     |      | 29. Mai 1889 – 19. Januar 1890         | Benjamin Harrison     |
| William Howard Taft                                  |      | 4. Februar 1890 – 20. März 1892        | Benjamin Harrison     |
| Charles Henry Aldrich                                |      | 21. März 1892 – 28. Mai 1893           | Benjamin Harrison     |
| Lawrence Maxwell Jr.                                 |      | 6. April 1893 – 30. Januar 1895        | Grover Cleveland      |
| Holmes Conrad                                        |      | 6. Februar 1895 – 1. Juli 1897         | Grover Cleveland      |
| John Kelvey Richards                                 |      | 6. Juli 1897 – 16. März 1903           | William McKinley      |
| Henry Martyn Hoyt Jr.                                |      | 25. Februar 1903 – 31. März 1909       | Theodore Roosevelt    |
| Lloyd Wheaton Bowers                                 |      | 1. April 1909 – 9. September 1910      | William Howard Taft   |
| Frederick William Lehmann                            |      | 12. Dezember 1910 – 15. Juli 1912      | William Howard Taft   |
| William Marshall Bullitt                             |      | 16. Juli 1912 – 11. März 1913          | William Howard Taft   |
| John William Davis                                   |      | 30. August 1913 – 26. November 1918    | Woodrow Wilson        |
| Alexander Campbell King                              |      | 27. November 1918 – 23. Mai 1920       | Woodrow Wilson        |
| William Little Frierson                              |      | 1. Juni 1920 – 30. Juni 1921           | Woodrow Wilson        |
| James Montgomery Beck                                |      | 1. Juni 1921 – 11. Mai 1925            | Warren G. Harding     |
| William DeWitt Mitchell                              |      | 4. Juni 1925 – 5. März 1929            | Calvin Coolidge       |
| Charles Evans Hughes Jr.                             |      | 27. Mai 1929 – 16. April 1930          | Herbert Hoover        |
| Thomas Day Thacher                                   |      | 22. März 1930 – 4. Mai 1933            | Herbert Hoover        |
| James Crawford Biggs                                 |      | 5. Mai 1933 – 24. März 1935            | Franklin D. Roosevelt |
| Stanley Forman Reed                                  |      | 25. März 1935 – 10. Januar 1938        | Franklin D. Roosevelt |
| Robert Houghwout Jackson                             |      | 5. März 1938 – 17. Januar 1940         | Franklin D. Roosevelt |
| Francis Beverley Biddle                              |      | 22. Januar 1940 – 4. September 1941    | Franklin D. Roosevelt |
| Charles H. Fahy                                      |      | 15. November 1941 – 27. September 1945 | Franklin D. Roosevelt |
| James Howard McGrath                                 |      | 4. Oktober 1945 – 7. Oktober 1946      | Harry S. Truman       |
| Philip Benjamin Perlman                              |      | 30. Juli 1947 – 15. August 1952        | Harry S. Truman       |
| Walter Joseph Cummings Jr.                           |      | 2. Dezember 1952 – 1. März 1953        | Harry S. Truman       |
| Simon Ernest Sobeloff                                |      | 10. Februar 1954 – 19. Juli 1956       | Dwight D. Eisenhower  |
| James Lee Rankin                                     |      | 4. August 1956 – 23. Januar 1961       | Dwight D. Eisenhower  |
| Archibald Cox Jr.                                    |      | 24. Januar 1961 – 31. Juli 1965        | John F. Kennedy       |
| Thurgood Marshall                                    |      | 11. August 1965 – 30. August 1967      | Lyndon B. Johnson     |
| Erwin Nathaniel Griswold                             |      | 12. Oktober 1967 – 25. Juni 1973       | Lyndon B. Johnson     |
| Robert Heron Bork                                    |      | 27. Juni 1973 – 20. Januar 1977        | Richard Nixon         |
| Daniel Mortimer Friedman (kommissarisch)             |      | 20. Januar 1977 – 4. März 1977         | Jimmy Carter          |
| Wade Hampton McCree Jr.                              |      | 4. März 1977 – 30. Juni 1981           | Jimmy Carter          |
| Rex Edwin Lee                                        |      | 6. August 1981 – 1. Juni 1985          | Ronald Reagan         |
| Charles Anthony Fried                                |      | 23. Oktober 1985 – 20. Januar 1989     | Ronald Reagan         |
| William Curtis Bryson (kommissarisch)                |      | 20. Januar 1989 – 27. Mai 1989         | George Bush           |
| Kenneth Winston Starr                                |      | 27. Mai 1989 – 20. Januar 1993         | George Bush           |
| William Curtis Bryson (kommissarisch)                |      | 20. Januar 1993 – 7. Juni 1993         | Bill Clinton          |
| Drew Saunders Days III                               |      | 7. Juni 1993 – 28. Juni 1996           | Bill Clinton          |
| Walter Estes Dellinger III (kommissarisch)           |      | 28. Juni 1996 – 7. November 1997       | Bill Clinton          |
| Seth Paul Waxman                                     |      | 7. November 1997 – 20. Januar 2001     | Bill Clinton          |
| Barbara Dale Underwood (kommissarisch)               |      | 20. Januar 2001 – 13. Juni 2001        | George W. Bush        |
| Theodore Bevry Olson                                 |      | 11. Juni 2001 – 13. Juli 2004          | George W. Bush        |
| Paul Drew Clement (kommissarisch bis 13. Juni 2005)  |      | 13. Juli 2004 – 2. Juni 2008           | George W. Bush        |
| Gregory G. Garre (kommissarisch bis 2. Oktober 2008) |      | 2. Juni 2008 – 20. Januar 2009         | George W. Bush        |
| Edwin S. Kneedler (kommissarisch)                    |      | 20. Januar 2009 – 20. März 2009        | Barack Obama          |
| Elena Kagan                                          |      | 20. März 2009 – 17. Mai 2010           | Barack Obama          |
| Neal Kumar Katyal (kommissarisch)                    |      | 17. Mai 2010 – 9. Juni 2011            | Barack Obama          |
| Donald Beaton Verrilli Jr.                           |      | 9. Juni 2011 – 25. Juni 2016           | Barack Obama          |
| Ian Heath Gershengorn (kommissarisch)                |      | 25. Juni 2016 – 20. Januar 2017        | Barack Obama          |
| Noel John Francisco (kommissarisch)                  |      | 20. Januar 2017 – 10. März 2017        | Donald Trump          |
| Jeffrey Bryan Wall (kommissarisch)                   |      | 10. März 2017 – 19. September 2017     | Donald Trump          |
| Noel John Francisco                                  |      | 19. September 2017 – 3. Juli 2020      | Donald Trump          |
| Jeffrey Bryan Wall (kommissarisch)                   |      | 3. Juli 2020 – 20. Januar 2021         | Donald Trump          |
| Elizabeth Prelogar (kommissarisch)                   |      | 20. Januar 2021 – 10. August 2021      | Joe Biden             |
| Brian H. Fletcher (kommissarisch)                    |      | 11. August 2021 – 27. Oktober 2021     | Joe Biden             |
| Elizabeth Prelogar                                   |      | 28. Oktober 2021 – 20. Januar 2025     | Joe Biden             |
| Sahra M. Harris (kommissarisch)                      |      | 20. Januar 2025 – 4. April 2025        |                       |
| Dean John Sauer                                      |      | Seit 4. April 2025                     | Donald Trump          |